# Campo de Cariñena
El Campo de Cariñena es una comarca aragonesa situada en el centro-oeste de la provincia de Zaragoza (España), que se extiende entre los ríos Jalón y Huerva. Su capital es Cariñena.

## Municipios
La comarca engloba a los municipios de Aguarón, Aguilón, Aladrén, Alfamén, Cariñena, Cosuenda, Encinacorba, Longares, Mezalocha, Muel, Paniza, Tosos, Villanueva de Huerva y Vistabella de Huerva.

## Geografía
Limita al norte con Valdejalón y la Comarca Central, al oeste con la Comunidad de Calatayud, al sur con el Campo de Daroca y al este con el Campo de Belchite.

## Historia

### La comarca como institución
La ley de creación de la comarca es la 31/2002 del 27 de diciembre de 2002. Se constituyó el 18 de febrero de 2003. Las competencias le fueron traspasadas el 1 de abril de 2003.

## Bandera y escudo
La bandera y el escudo del Campo de Cariñena fueron creados por el 26 de julio de 2005.

## Política
| Cargo          | Nombre                        | Ayuntamiento                    | Partido Político |  |
| -------------- | ----------------------------- | ------------------------------- | ---------------- |  |
| Presidente     | José Luis Ansón Gómez         | Alcalde de Tosos                | PSOE             |  |
| Secretario     | Néstor Pétriz Pérez           | -                               | -                |  |
| Vicepresidente | Felipe Gómez Faure            | Alcalde de Villanueva de Huerva | PSOE             |  |
| Vocal          | Lucio Cucalón Bernal          | Alcalde de Aguarón              | PSOE             |  |
| Vocal          | Daniel Salvador García        | Teniente-alcalde de Longares    | PSOE             |  |
| Vocal          | Israel Remon Bazan            | Alcalde de Muel                 | PSOE             |  |
| Vocal          | Jesús Javier Gimeno Guillén   | Alcalde de Paniza               | PSOE             |  |
| Vocal          | José Carlos Pardos Pardos     | Concejal de Encinacorba         | Aragón Existe    |  |
| Vocal          | Luis Carlos Romea Sebastián   | Concejal de Cosuenda            | Aragón Existe    |  |
| Vocal          | Juan José Redondo Ainsa       | Alcalde de Alfamén              | PSOE             |  |
| Vocal          | Marco Antonio Campos          | Concejal de Cariñena            |                  |  |
| Vocal          | Jesús Javier Gimeno Guillén   | Alcalde de Paniza               | PSOE             |  |
| Vocal          | Andrés Herrando Oliván        | Concejal de Aguilón             | PP               |  |
| Vocal          | Cristina Martín Pamplona      | Concejal de Cariñena            | PP               |  |
| Vocal          | Jesús Martín Casanova         | Exalcalde de Encinacorba        | PP               |  |
| Vocal          | David Celma Pueyo             | Concejal de Cosuenda            | PP               |  |
| Vocal          | Juan Carlos Bernal            | Exalcalde de Aguarón            | PP               |  |
| Vocal          | Miguel Jaime Angós            | Alcalde de Longares             | CHA              |  |
| Vocal          | María Concepción García Muñoz | Concejal de Cariñena            | CHA              |  |
| Vocal          | Julián Félix Felipe           | Concejal de Tosos               | PAR              |  |
| Vocal          | José Manuel Cebrián Sánchez   | Alcalde de Paniza               | Cs Aragón        |  |

| Partido | Votos | % votos | Electos | Consejeros |
| ------- | ----- | ------- | ------- | ---------- |
| PSOE    | 3.017 | 44,72%  | 42      | 12         |
| PAR     | 1.656 | 24,54%  | 22      | 6          |
| PP      | 1.159 | 17,18%  | 14      | 4          |
| CHA     | 843   | 12,49%  | 10      | 3          |
| PIRUM   | 47    | 0,70%   | 0       | 0          |
| IUA     | 25    | 0,37%   | 0       | 0          |
| Total   | 6.757 | 100%    | 88      | 25         |

## Economía

Panorámica de viñedos de Cariñena en invierno.

Destacan sus vinos con denominación de origen, obtenida en 1935 y homologada en 1989. La superficie de cultivo de vid es de unas 17.908 hectáreas y la producción de vino de 300.000 hectolitros.[cita requerida]
Recientemente la Comarca de Cariñena ha promovido la creación de la Ruta del Vino de Cariñena, mediante la que se pretende promover el enoturismo en la zona. La Ruta del Vino del Campo de Cariñena la componen actualmente 8 bodegas, los pueblos de la Comarca del Campo de Cariñena, varios restaurantes de la zona, casas rurales y el hotel de enoturismo de Cariñena.[cita requerida]

## Territorio y población
| Municipio            | Extensión (km²) | % del total | Habitantes (2019) | Habitantes (2020) | Variación de la población | Densidad (hab/km²) | Altitud (m s. n. m.) | Distancia con Cariñena (km) | Pedanías                                                |
| -------------------- | --------------- | ----------- | ----------------- | ----------------- | ------------------------- | ------------------ | -------------------- | --------------------------- | ------------------------------------------------------- |
| Aguarón              | 36,62           | 4,74        | 636               | 624               | Decrecimiento             | 17,04              | 649                  | 4,70                        |                                                         |
| Aguilón              | 59,45           | 7,70        | 251               | 233               | Decrecimiento             | 3,92               | 683                  | 24,90                       |                                                         |
| Aladrén              | 21,06           | 2,73        | 52                | 52                | Sin cambios               | 2,47               | 783                  | 13,60                       |                                                         |
| Alfamén              | 102,25          | 13,25       | 1446              | 1443              | Decrecimiento             | 14,11              | 373                  | 16,90                       |                                                         |
| Cariñena             | 82,50           | 10,69       | 3302              | 3355              | Crecimiento               | 40,67              | 494                  |                             |                                                         |
| Cosuenda             | 31,50           | 4,08        | 364               | 337               | Decrecimiento             | 10,70              | 630                  | 8,60                        |                                                         |
| Encinacorba          | 36,74           | 4,76        | 178               | 178               | Sin cambios               | 4,85               | 762                  | 8,00                        |                                                         |
| Longares             | 45,96           | 5,95        | 811               | 883               | Crecimiento               | 19,21              | 531                  | 9,70                        |                                                         |
| Mezalocha            | 60,64           | 7,86        | 238               | 233               | Decrecimiento             | 3,84               | 484                  | 26,10                       |                                                         |
| Muel                 | 79,17           | 10,26       | 1378              | 1401              | Crecimiento               | 17,70              | 424                  | 21,20                       | La Estación, Montesol, Parquemuel, Virgen de la Fuente. |
| Paniza               | 47,34           | 6,13        | 609               | 619               | Crecimiento               | 13,08              | 638                  | 6,70                        |                                                         |
| Tosos                | 68,60           | 8,89        | 183               | 183               | Sin cambios               | 2,67               | 585                  | 16,60                       |                                                         |
| Villanueva de Huerva | 78,35           | 10,15       | 443               | 434               | Decrecimiento             | 5,54               | 531                  | 17,10                       |                                                         |
| Vistabella           | 21,80           | 2,82        | 49                | 48                | Decrecimiento             | 2,20               | 754                  | 16,50                       |                                                         |
| Total                | 771,98          |             | 9940              | 10023             | +0,84 %                   |                    |                      |                             |                                                         |